# Rio Bratonea
O Rio Bratonea é um rio da Romênia afluente do Rio Bistra Mărului, localizado no distrito de Caraş-Severin.